# Calleiro
El calleiro, vincha, o bandullo, es un postre tradicional gallego elaborado básicamente con leche, pan seco, azúcar, huevos y especias.
Una receta similar, denominada mixtura galega, ya aparece publicada en el libro La cocina práctica de Picadillo en 1905.
En el municipio de Cerdedo se celebró del 2000 al 2011 el festival de la vincha para promocionar este postre. 

## Denominaciones
Su nombre proviene de la palabra gallega calleiro, que es el abomaso o cuajar, es decir el estómago del cerdo. El bandullo, se trata del rumen, el mayor de los compartimentos esofágicos de los rumiantes. En el caso de vincha, se refiere a la vejiga de diferentes animales. que se utilizaban como recipiente o molde para su preparación. 
Este postre es popular en muchas partes de Galicia con diferentes nombres y ligeras variaciones en los ingredientes de cada uno. Se le conoce como calleiro en la zona de Noya, Lousame, Finisterre, Cee y Vimianzo,     vincha, bandullo o budín de bodas en la provincia de Pontevedra, bandullo también en la zona del  río Ulla, tripón dulce en la zona de Sober, buchelo en la sierra oriental de Lugo y mestura galega en Lugo .  En otros lugares se le llama pudin de tuétano, morcilla dulce, cuando se hace en el intestino grueso en lugar del delgado, o buxo en la vejiga, como menciona Álvaro Cunqueiro en La cocina gallega, o simplemente vejiga, chorizo o tripón.

## Características
El calleiro es muy parecida a un budín de pan.  Sus ingredientes básicos son: leche, pan seco, azúcar y huevos. A estos ingredientes básicos se les añaden una amplia variedad de elementos. En muchas zonas se añaden piñones, pasas, almendras, higos secos, castañas cocidas, manzanas, nueces, mantequilla, orejones o piñones, pero en cada una de ellas, o incluso en cada casa, se añaden otros aromas como nebeda (Clinopodium nepeta), caldo de huesos, canela, clavo, nuez moscada, miel, comino, cebolla, ralladura de limón, o anís u otros licores (como aguardiente, coñac, jerez o ron).       

## Preparación
Se corta el pan duro en trozos y se remoja en leche tibia para ablandarlo, para triturarlo hasta formar una especie de masa. Se agrega mantequilla derretida, azúcar, sal y las especias deseadas y luego se mezcla todo bien. Se añaden los huevos batidos y se mezclan también con la masa. A continuación se agrega la harina y se remueve de nuevo, procurando que la masa quede muy homogénea. También se pueden otros ingredientes añadir para dar el sabor característico de cada lugar, mezclándolos bien con la masa.